# Salem (Illinois)
Salem és una ciutat dels Estats Units a l'estat d'Illinois. Segons el cens del 2000 tenia 7.909 habitants.

## Demografia
Segons el cens del 2000, Salem tenia 7.909 habitants, 3.249 habitatges, i 2.082 famílies. La densitat de població era de 500,6 habitants/km².
Dels 3.249 habitatges en un 28,6% hi vivien nens de menys de 18 anys, en un 48,8% hi vivien parelles casades, en un 11% dones solteres, i en un 35,9% no eren unitats familiars. En el 32,3% dels habitatges hi vivien persones soles el 17,2% de les quals corresponia a persones de 65 anys o més que vivien soles. El nombre mitjà de persones vivint en cada habitatge era de 2,32 i el nombre mitjà de persones que vivien en cada família era de 2,91.
Per edats la població es repartia de la següent manera: un 23,5% tenia menys de 18 anys, un 8,7% entre 18 i 24, un 26,1% entre 25 i 44, un 22,1% de 45 a 60 i un 19,6% 65 anys o més.
L'edat mediana era de 39 anys. Per cada 100 dones de 18 o més anys hi havia 83,9 homes.
La renda mediana per habitatge era de 34.339 $ i la renda mediana per família de 42.070 $. Els homes tenien una renda mediana de 31.811 $ mentre que les dones 21.931 $. La renda per capita de la població era de 16.954 $. Aproximadament el 6,1% de les famílies i el 9,2% de la població estaven per davall del llindar de pobresa.

## Poblacions properes
El següent diagrama mostra les poblacions més properes.